# Zaagslee

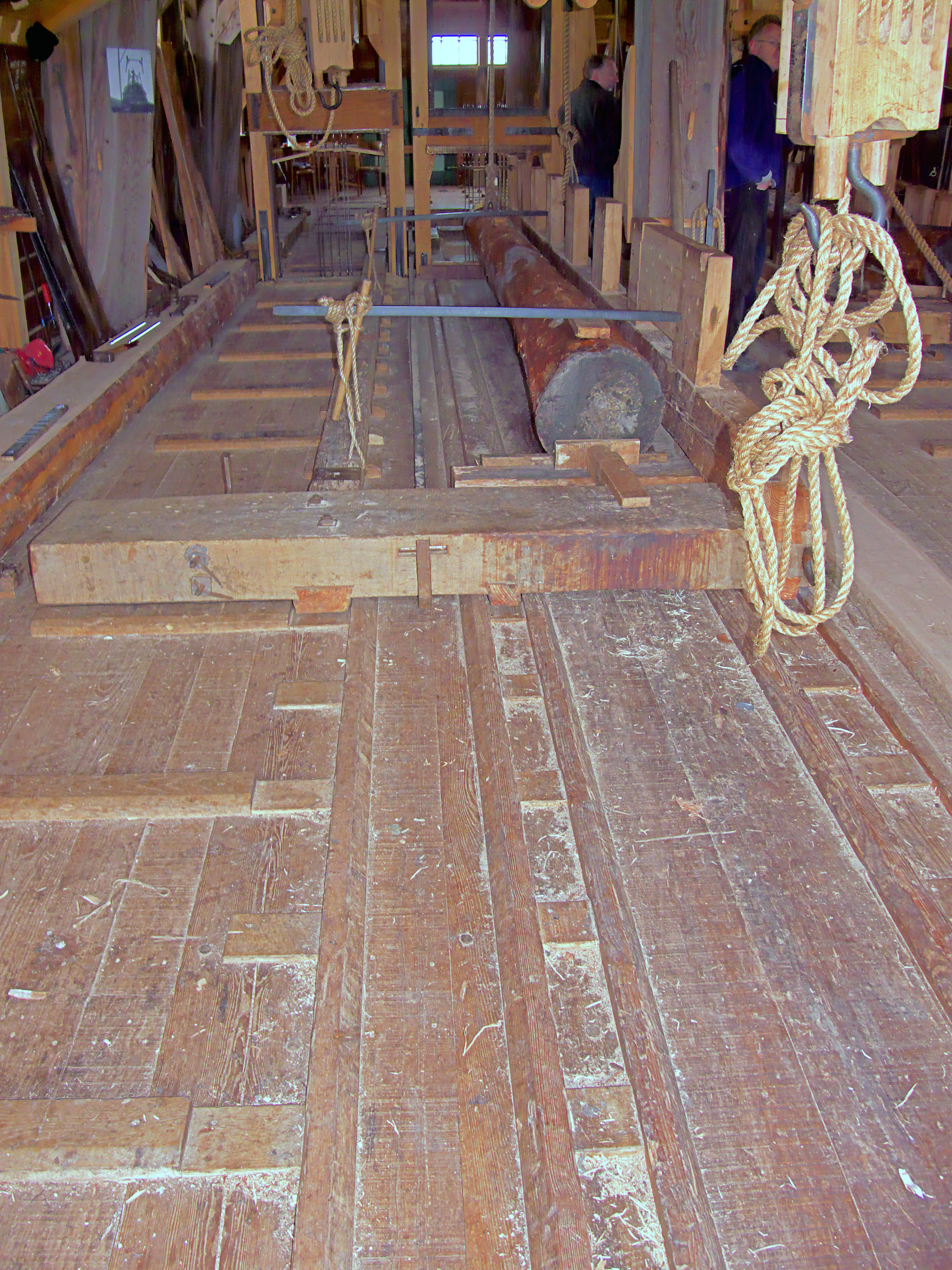
Zaagslee met links het schulpraam.

De zaagslee of zaagslede is een onderdeel van een zaagmolen. Op de zaagslee wordt de te zagen boomstam of het te zagen hout vastgesjord. De zaagslee wordt tijdens het zagen via de tandheugel en het rondsel door het krabbelwerk tegen het zaagraam geduwd.
De zaagslee is even breed als het zaagraam, bestaat uit een raamwerk van houten balken en schuift over op de zaagvloer vastgezette neuten. De twee langsbalken worden leiers genoemd. Ze zijn aan de voor- en achterkant met elkaar verbonden door twee dwarsbalken, de sleehoofden. De ene leier ligt buiten en de andere binnen het zaagraam. Boven de leier, die buiten het zaagraam ligt, zit een derde langsbalk, het pollenstuk. Op het pollenstuk zitten de pollen voor het vastsjorren van het te zagen hout. Een pol is gemaakt van iepenhout, omdat dit weinig splijtgevoelig is. In een pol zitten 10-12 in drie rijen geboorde gaten. Aan de zaagslee zit een oog, waaraan het touw van de winderij aan vastgehaakt kan worden, voor het terugtrekken van de zaagslee.
Dwars op de leiers worden balken, de schotels, gelegd. Hierop wordt het te zagen hout gelegd. Voor het vastsjorren zitten boven op het te zagen hout balkijzers, die aan het enen eind in de gaten van de pollen worden gestoken en aan het andere eind met wurgtouwen en wurghouten (knevelstokken) muurvast aan de zaagslee worden vastgezet. Soms worden voor het vastzetten ook nog wiggen en/of kramijzers gebruikt, die het rollen moeten voorkomen. Een kramijzer wordt met een kant op het te zagen hout geslagen en met de nadere kant vastgezet op een kramplaat, die op de leier vastzit. In het achterhoofd van de zaagslee kan een prook of prookijzer zitten, dat bestaat uit een driepuntig ijzeren beslag en waartegen het te zagen houtrust.
Voor het schulpraam zit aan de zaagslee van het zaagraam ernaast een verlengd voorsledehoofd met 1-2 ijzeren kopmessen, die tegen het te schulpen hout drukken. Een kopmes is een gekarteld of getand mes of een T-vormig ijzer.

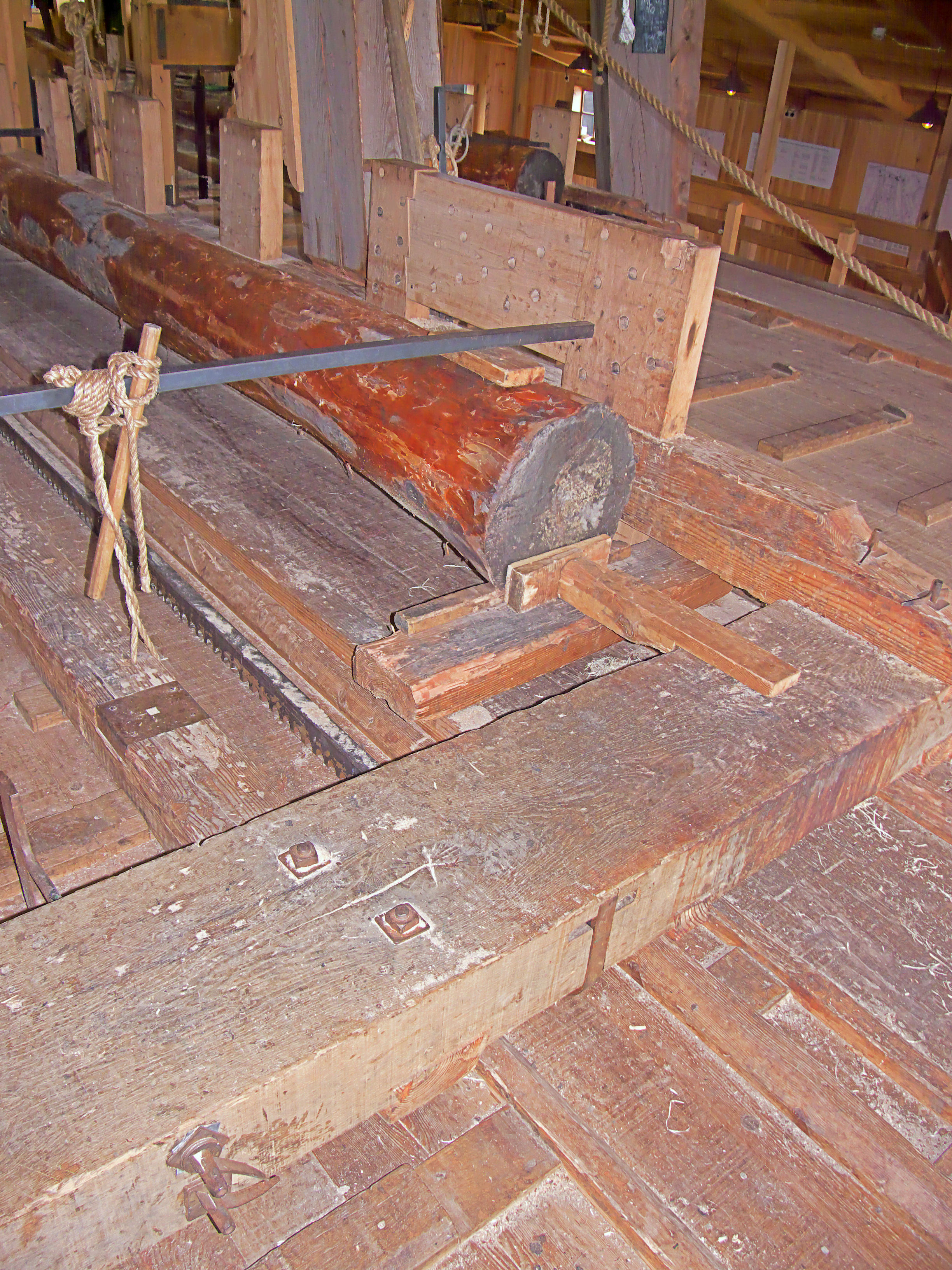
Zaagslee met achtersleehoofd, schotel, pollen, balkijzer, wurgtouw, wurghout en kramplaat
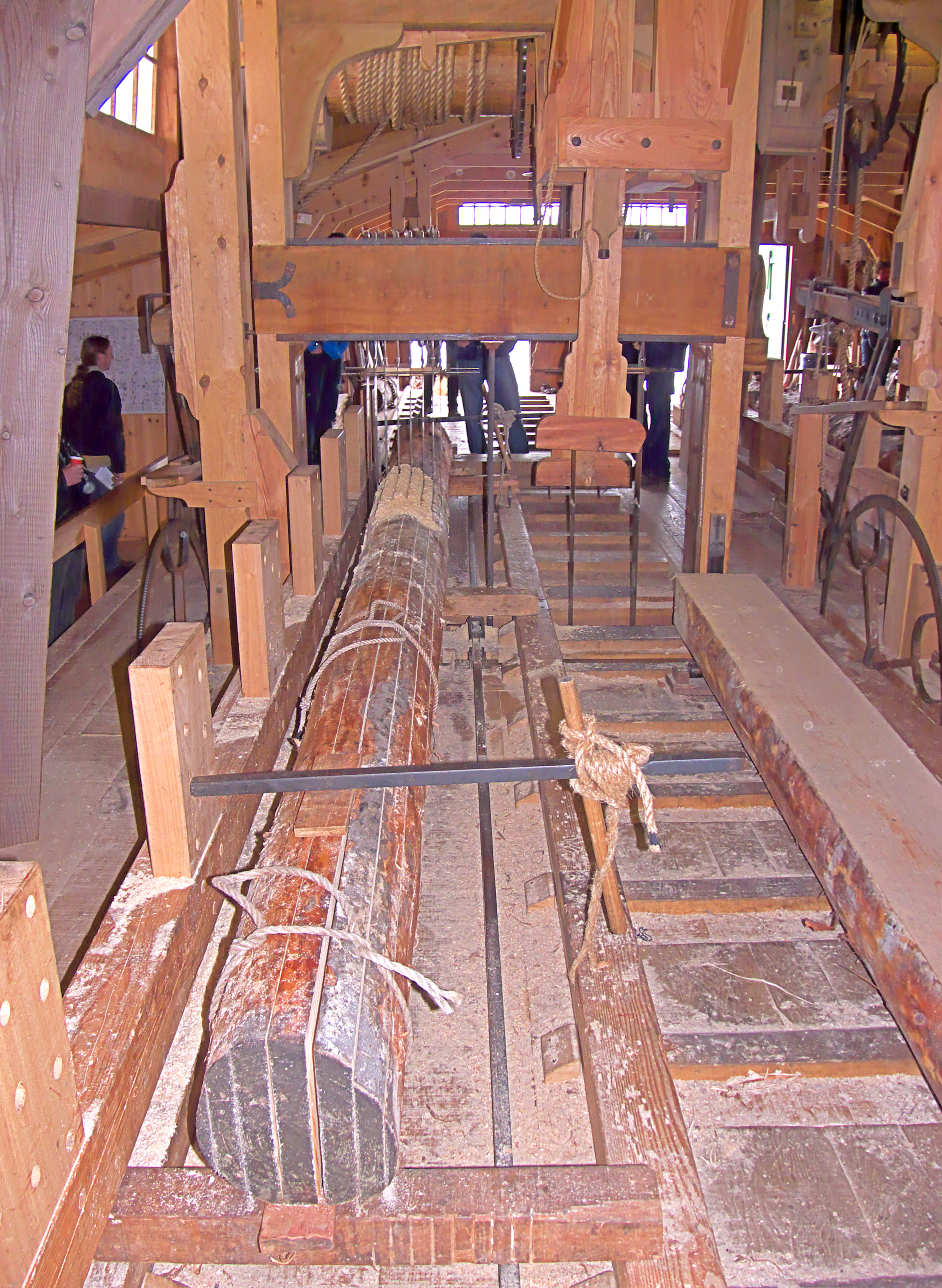
Zaagslee met schotel, pollen, balkijzer, wurgtouw, wurghout
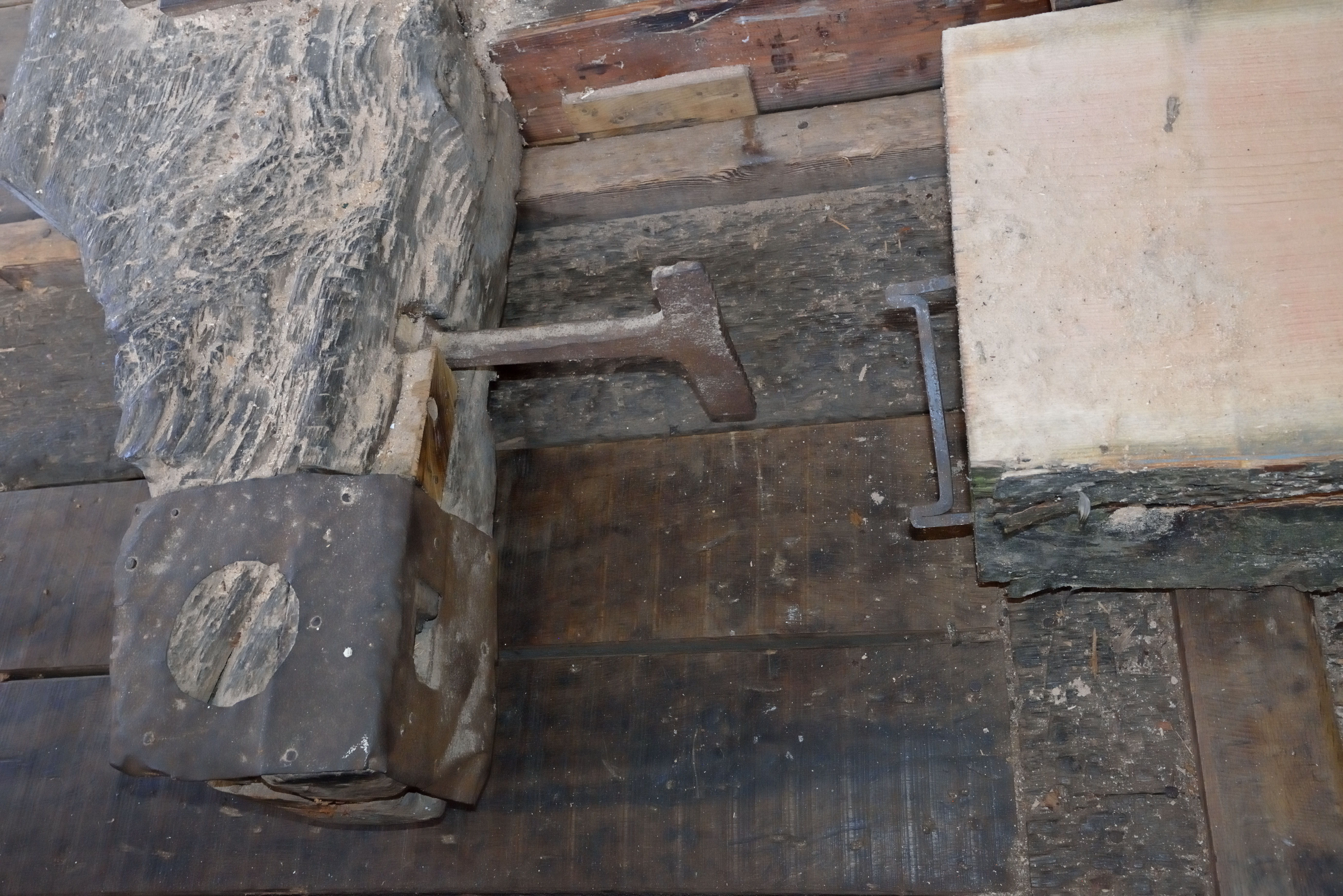
Kopmes
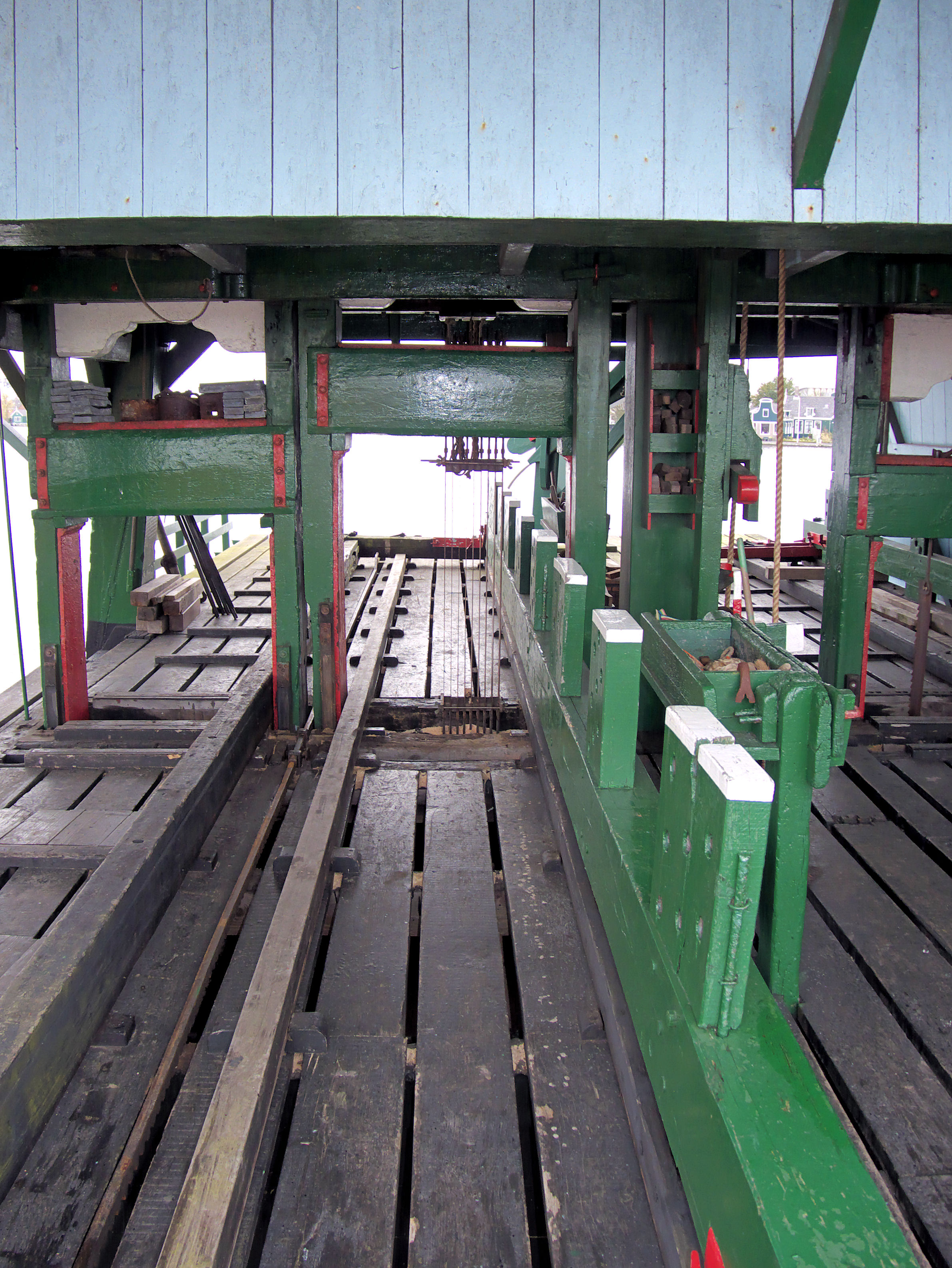
Zaagslee
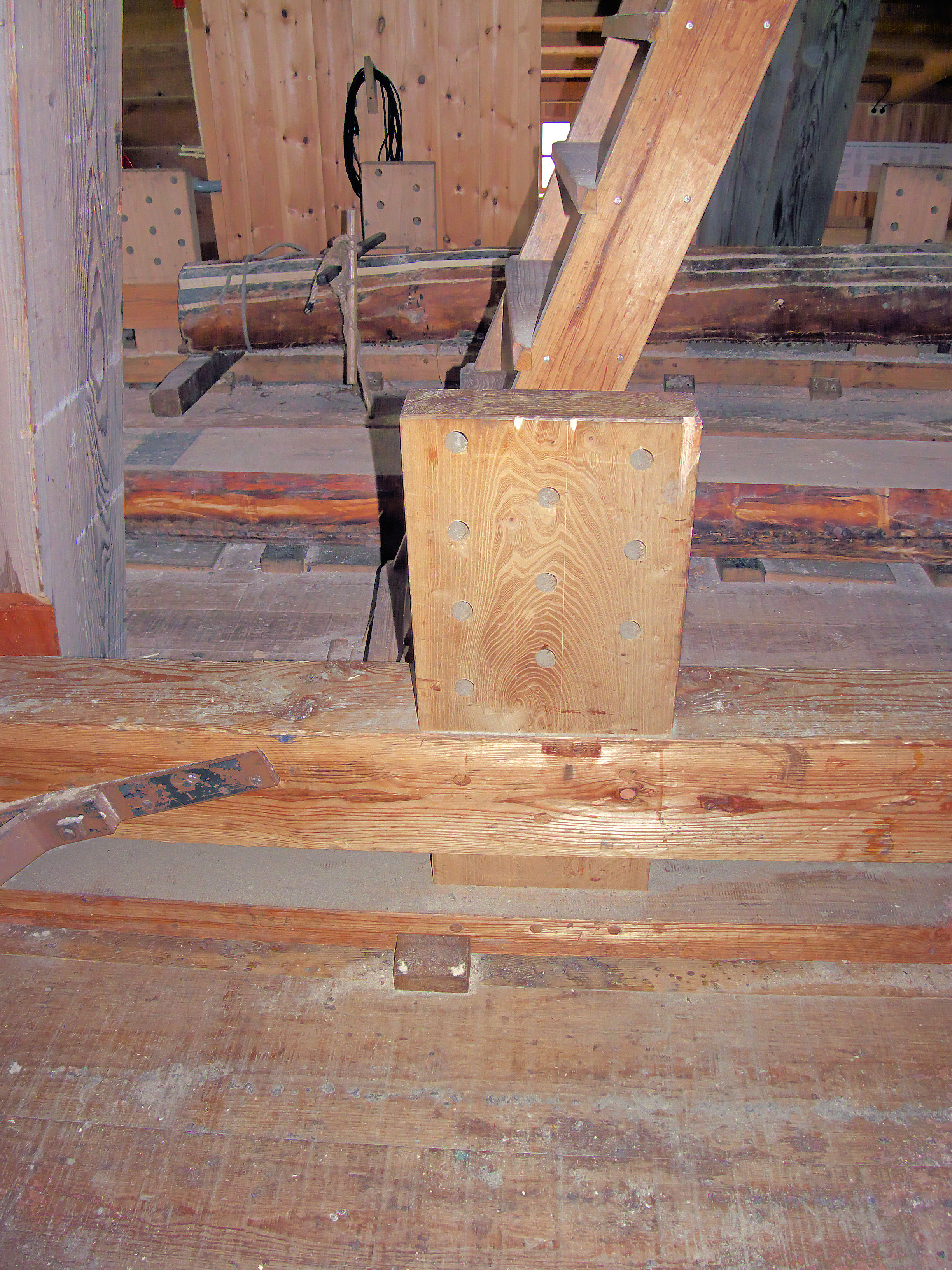
Pol
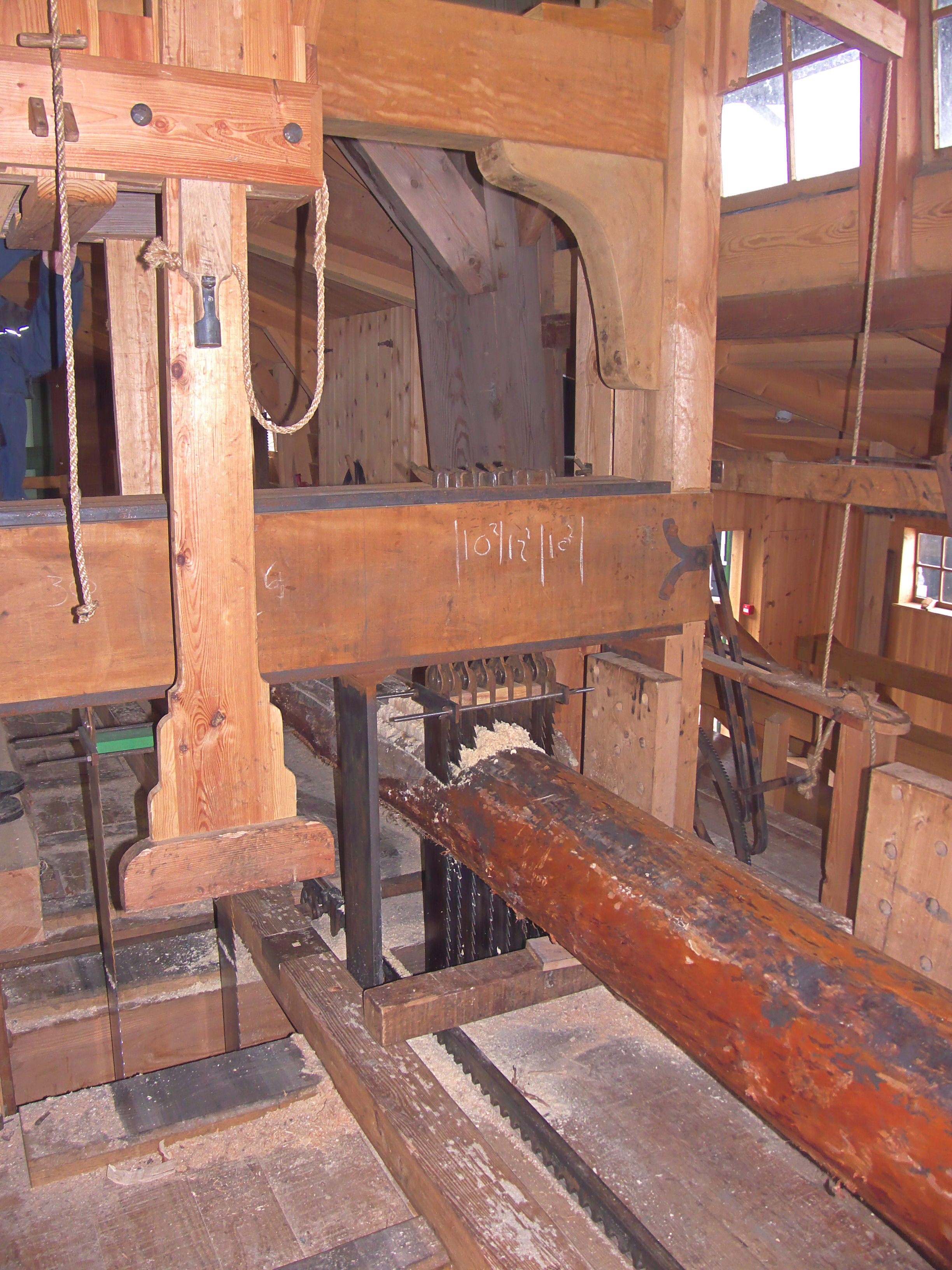
Tandheugel
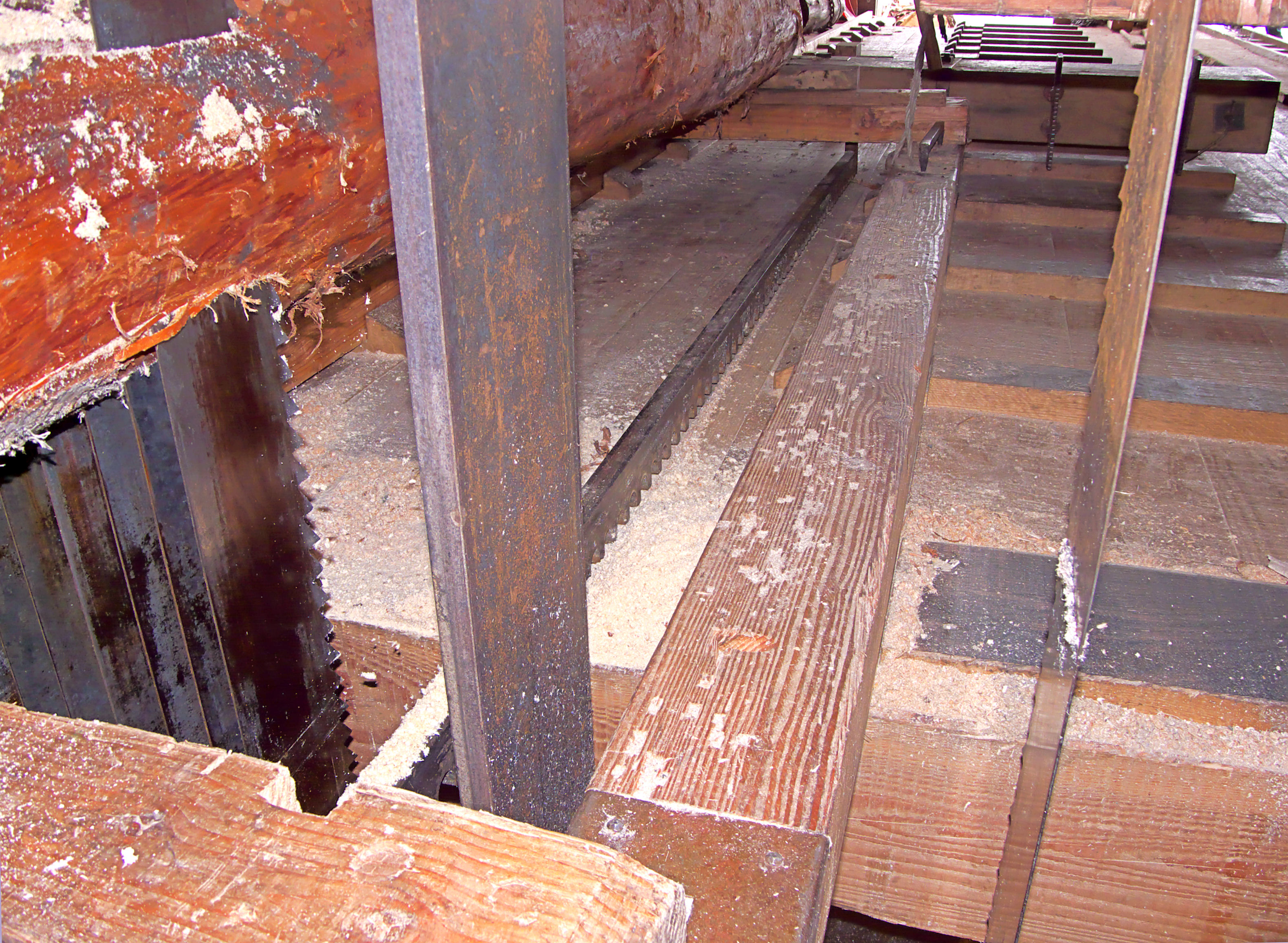
Tandheugel
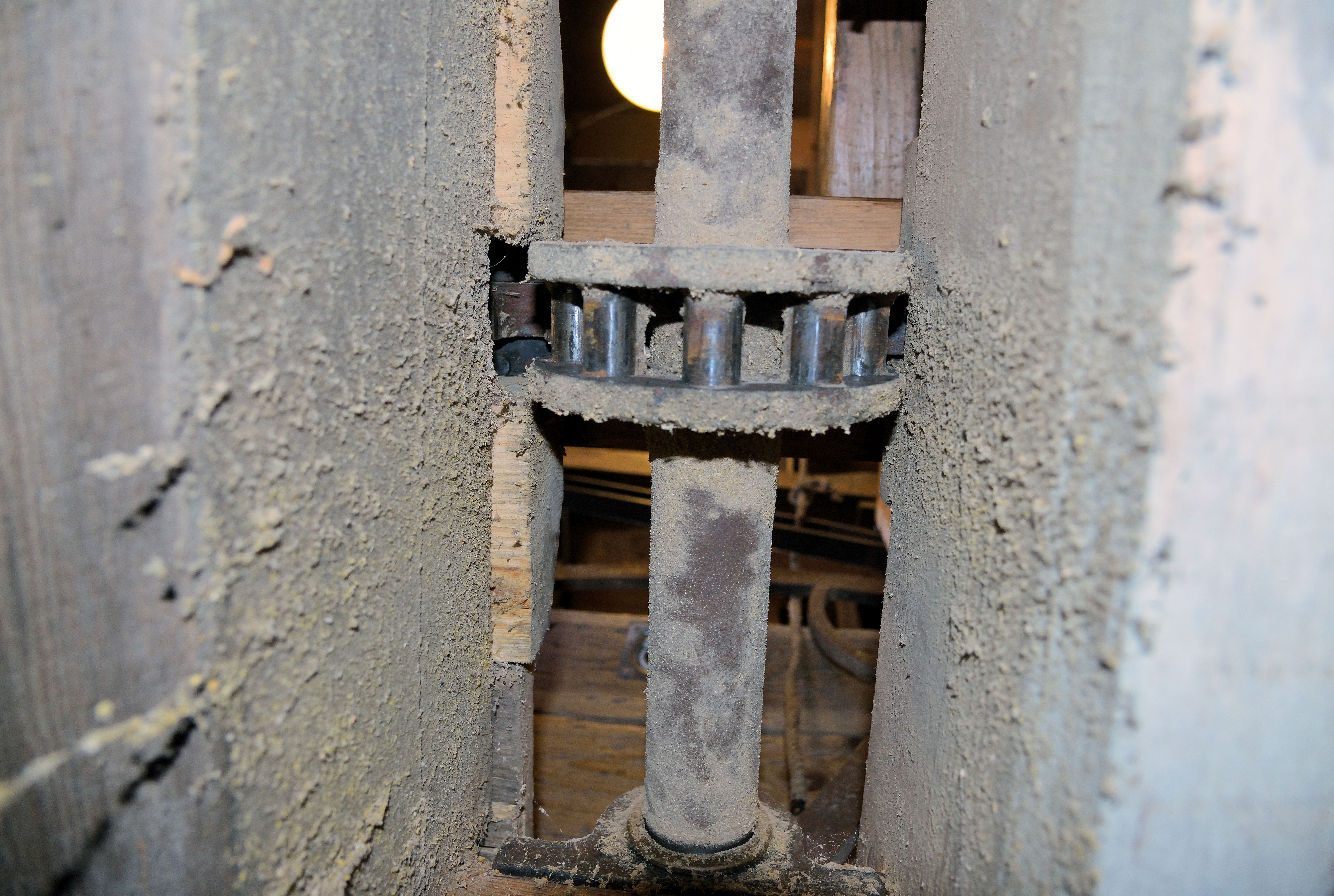
Rondsel
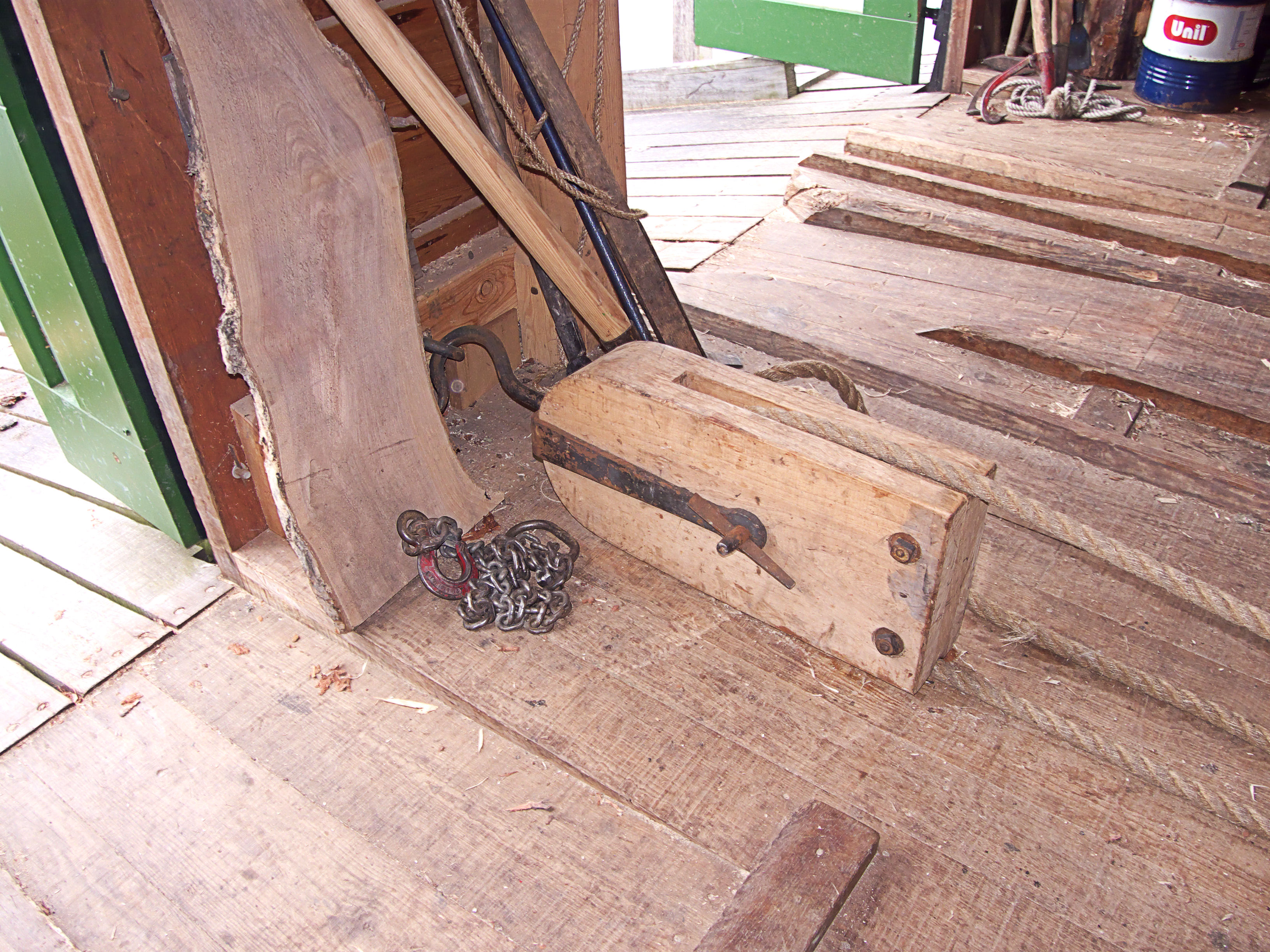
Takelblok voor het terugtrekken van de zaagslee